# Bieuzy
Bieuzy era una comuna francesa que estaba situada en el departamento de Morbihan, de la región de Bretaña que el 1 de enero de 2019 pasó a formar parte de la comuna nueva de Pluméliau-Bieuzy como comuna delegada.

## Historia
En 1869 esta comuna cedió terrenos para la creación de la comuna de Le Sourn.
El 3 de mayo de 2020 el consejo municipal decidió su supresión como comuna delegada con carácter efectivo desde el 1 de enero de 2021.

## Demografía
| Gráfica de evolución demográfica de Bieuzy entre 1800 y 2016 |
|                                                              |

Los datos demográficos contemplados en este gráfico de la comuna de Bieuzy se han cogido de 1800 a 1999 de la página francesa EHESS/Cassini, y los demás datos de la página del INSEE.